# Andrej Rečnik
Andrej Rečnik (1957) è un dirigente sportivo, ex sciatore alpino ed ex calciatore sloveno.

## Biografia
Rečnik, originario di Hoč, nella prima parte della sua carriera sportiva si dedicò allo sci alpino: specialista della discesa libera, vinse il titolo jugoslavo nel 1976 e nel 1979 e gareggiò anche in Coppa del Mondo, senza ottenere risultati di rilievo; non prese parte a rassegne olimpiche o iridate. Terminata la carriera sciistica nel 1979, si dedicò al calcio, militando prima nello Železničar Maribor (1979-1981) poi nel Maribor fino al ritiro nel 1987, collezionando 43 presenze con 6 reti nel campionato jugoslavo. Contemporaneamente, nel 1980 entrò nell'organizzazione della classica gara di sci alpino femminile Zlata lisica di Maribor, ricoprendo in seguito l'incarico di responsabile della preparazione delle piste.

## Palmarès

### Sci alpino

#### Campionati jugoslavi
- 2 ori (discesa libera nel 1976; discesa libera nel 1979)[1]